# Denys IV d'Antioche
Denys IV d'Antioche fut patriarche d'Antioche de l'Église jacobite de 1034 à  1044.